# Ley de Parkinson

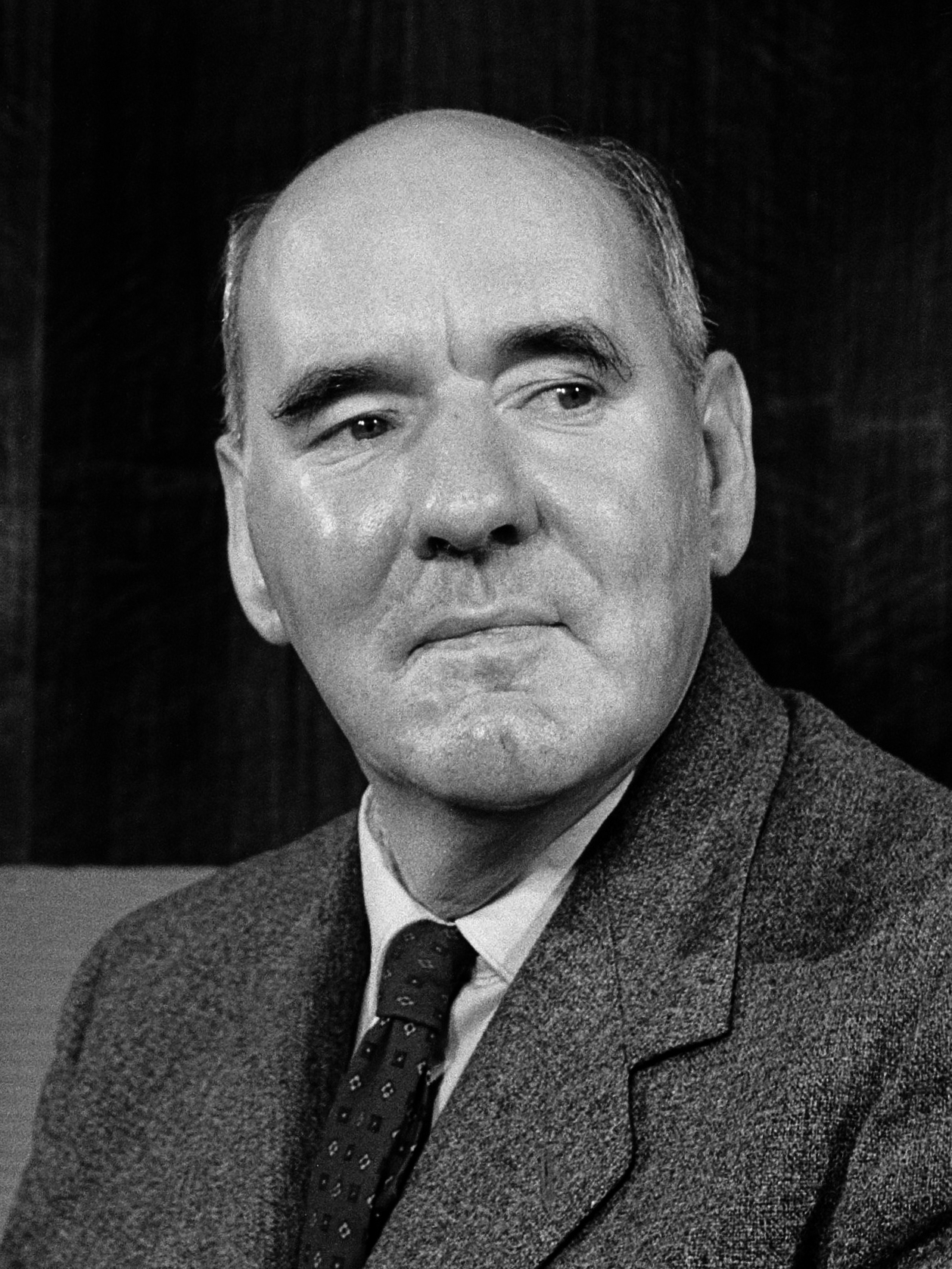
Cyril Northcote Parkinson (1961)

La Ley de Parkinson, enunciada por el británico Cyril Northcote Parkinson en 1957, afirma que «el trabajo se expande hasta llenar el tiempo disponible para que se termine».
En una burocracia, esto es motivado por dos factores:
1. Un funcionario quiere multiplicar sus subordinados, no rivales
2. Los funcionarios se crean trabajo unos a otros

Cyril Northcote Parkinson la enunció en el libro del mismo nombre como resultado de su extensa experiencia en el Servicio Civil Británico (British Civil Service). Las observaciones científicas que contribuyeron al desarrollo de la ley incluyeron notar que a medida que el Imperio Británico declinaba en importancia, el número de empleados en la Oficina Colonial (Colonial Office) aumentaba.
Parkinson también notó que el total de aquellos empleados dentro de una burocracia aumenta en un 5-7 % por año "independientemente de las variaciones en la cantidad de trabajo (si las hay) que debe hacerse".
Para muchos, cuanto más tiempo se tenga para hacer algo, más divagará la mente y más problemas serán planteados. Este hecho tiene una gran aplicación en gestión del tiempo, productividad y dirección de proyectos, puesto que la fijación de cortos plazos de entrega nos ayuda a evitar que el trabajo se expanda innecesariamente.
La "Ley de Parkinson" también se usa para referirse a otra relacionada con los sistemas informáticos: "Los datos se expanden hasta llenar el espacio disponible para el almacenamiento". De esta forma, comprar más memoria incentiva el uso de técnicas de programación que usan la memoria de forma más intensiva. Se ha observado en los últimos 10 años que el uso de memoria de los sistemas ha mostrado una tendencia a duplicarse aproximadamente una vez cada 18 meses. Afortunadamente, la densidad de memoria disponible por un dinero constante también tiende a duplicarse cada 12 meses (ver ley de Moore). Desafortunadamente, las leyes de la física garantizan que esto no puede seguir indefinidamente.
Las tres leyes fundamentales de Parkinson son:
1. "El trabajo se expande hasta llenar el tiempo de que se dispone para su realización".
2. "Los gastos aumentan hasta cubrir todos los ingresos".
3. "El tiempo dedicado a cualquier tema de la agenda es inversamente proporcional a su importancia" (Parkinson la llamaba ley de la trivialidad).[2][3]

Estas tres leyes, al igual que otras que Parkinson formuló, como la ley de la dilación o el arte de perder el tiempo y la ley de la ocupación de los espacios vacíos: por mucho espacio que haya en una oficina siempre hará falta más, son leyes extraídas de la experiencia cotidiana, mediante las cuales, al tiempo que se describe o pone de manifiesto una determinada realidad, se denuncia la falta de eficiencia del trabajo administrativo.